# Липники (Солонковская сельская община)
Липники (укр. Липники) — село в Солонковской сельской общине Львовского района Львовской области Украины.
Население по переписи 2001 года составляло 419 человек. Занимает площадь 1,471 км². Почтовый индекс — 81134. Телефонный код — 3230.